# Вані (звичай)
Вані (урду ونی ),або Свара (سوارہ) — звичай примусово віддавати дівчаток (від 3 років) у шлюб потерпілим сім’ям як компенсацію за припинення суперечок, часто вбивств. Вані є формою домовленого або примусового дитячого шлюбу і результатом покарання, яке вирішує рада старійшин племен, джирга. Деякі вчені стверджують, що Вані можна уникнути, якщо клан дівчини погодиться заплатити гроші, Діт (دیت). 
Хоча закони 2005 та 2011 років визнали звичай незаконною, його продовжують практикувати у Пакистані. У 2004 році Високий суд Сінда оголосив поза законом усі такі системи «паралельного правосуддя». Але розпорядження уряду в сільській місцевості слабке, і місцева поліція часто закриває очі на порушення зкону.

## Етимологія
Вані іноді пишеться як Вані або Ванні. Це слово на пушту походить від vanay, кров. Він також відомий як Сак і Сангчатті (سنگ چتی ) різними регіональними мовами Пакистану.

## Обґрунтування
Хашмі і Кукаб стверджують, що цей звичай почався майже 400 років тому, коли два північно-західних пакистанських племені пуштунів вели криваву війну одне проти одного. Під час війни сотні осіб загинули. Наваб, регіональний правитель, вирішив зупинити війну, скликавши джиргу старійшин з обох сторін. Старійшини вирішили залагодити суперечку і злочини чоловіків, віддавши їхніх дівчат як Кисас, у помсту.
Відтоді племінні та сільські джирги використовували незайманих дівчат віком від 4 до 14 років через дитячі шлюби для розв’язання таких злочинів, як вбивство чоловіками. Ця традиція «Кров за кров» практикується в різних штатах Пакистану, таких як Пенджаб, Сінд, Белуджистан, Хайбер-Пахтунхва і племінних районах. У звіті юридичної комісії Пакистану зазначено, що принципом шаріату Qisas є підстава для Вані.

## Приклади
У 2008 році тривала кровна ворожнеча у віддаленому куточку західної провінції Белуджистан, яка почалася з мертвої собаки і призвела до вбивства 19 людей, у тому числі п’яти жінок, і була розв’язана шляхом передачі в шлюб 15 дівчаток віком від 3 до 10 років.
У 2012 році 13 дівчат від 4 до 16 років були змушені вступити в шлюб, щоб залагодити суперечку через звинувачення у вбивстві між двома кланами в Пакистані. Справу розглядали старійшини двох груп, а член асамблеї штату Белуджистан Мір Тарік Масурі Бугті очолив джиргу. Вирок джирги включав Вані, тобто наказ про передачу 13 дівчат як дружин членам протилежної групи за злочин, скоєний одним чоловіком, якого не вдалося знайти для суду. Вирок був приведений у виконання, і Бугті захищав практику Вані як дійсний засіб для вирішення суперечок.
Повідомлялося про численні інші випадки. У 2011 році, наприклад, 12-річну дівчинку передали в дружини 85-річному чоловікові під керівництвом вані за злочин, який нібито вчинив батько дівчини. У 2010 році інший політик брав участь як член «джирги» і виніс рішення на користь «Вані».
Звичай Вані дуже поширений у багатьох регіонах Пакистану. Верховний суд Пакистану вручив у 2012 році повідомлення suo motu, щоб допомогти зменшити та припинити звичай.
Згідно з повідомленням газети Tribune Pakistan за червень 2020 року, джирга намагався віддати 13-річну дівчинку в шлюб з 41-річним одруженим чоловіком як свару (покарання) за нібито неприязні стосунки її брата з його двоюрідним братом, спробу Джирги зірвав близький родич хлопчика за допомогою поліції.

## Боротьба
Після оприлюднення конституції 1973 року уряд Пакистану, який зробив шаріат своїм основним законодавчим джерелом, заборонив Вані як неісламський та жорстокий звичай.
Пакистанський активістка і режисерка Самар Міналла розкритикувала цю практику. Вона зазначає, що дуже часто, коли відбувається вбивство чи суперечка, дівчат віддають як компенсацію потерпілому. Вбивця звільняється від свого злочину, і одна чи кілька дівчат змушені платити ціну злочину до кінця свого життя. Компенсаційні шлюби здебільшого прийняті як спосіб збереження миру між племенами та сім’ями. Однак дівчатка, вирвані з дому таким чином, часто систематично переживають насильство і змушені жити у рабстві в будинках своїх ворогів.

## Пов'язані звичаї
В Афганістані подібний звичай називають Баад, іноді як Савара.

## Зовнішні посилання
- Примусові дитячі шлюби перевіряють закон Пакистану [Архівовано 22 вересня 2008 у Wayback Machine.]
- Звичай свари в моді, незважаючи на претензії уряду, 29 листопада 2010 р
- Чинного закону недостатньо для перевірки свара, звичай вані, 26 квітня 2010 р.
- Свара практикується безкарно в племінних районах, 13 листопада 2006 року [Архівовано 25 жовтня 2012 у Wayback Machine.]
- Кровна помста захоплює дівчат у «Шлюбах за компенсацію», 1 квітня 2006 р. [Архівовано 11 червня 2008 у Wayback Machine.]
- Документальний фільм висвітлює нелюдський звичай свари, 27 грудня 2005 року
- Свара: Ціна честі, 20 лютого 2004 р